# Yona : Princesse de l'aube
Yona : Princesse de l'aube (暁のヨナ, Akatsuki no Yona) est un manga écrit et dessiné par Mizuho Kusanagi. Il est prépublié depuis août 2009 dans le magazine Hana to yume de Hakusensha. La version française est éditée par Pika Édition depuis mai 2014.
Une adaptation en série télévisée d'animation produite par le studio Pierrot est diffusée entre octobre 2014 et mars 2015. Dans les pays francophones, elle est diffusée en simulcast par Crunchyroll.

## Synopsis
Yona, princesse du royaume de Kôka, a grandi dans l'insouciance. Depuis son enfance, elle est choyée par son père et protégée par son garde du corps et ami d'enfance, Hak. Le jour de ses seize ans, Yona est heureuse : son cousin et amour secret, Soo-Won, vient lui rendre visite pour fêter son anniversaire, et elle compte bien lui avouer ses sentiments. Mais rien ne va se passer comme prévu... Forcée d'abandonner sa position, elle va devoir se battre pour regagner le trône qui lui revient de droit. Ainsi que pour sa survie, car le pays de Kôka est rempli de dangers.

## Personnages
Yona (ヨナ, Yona)
À 16 ans, elle est la princesse du royaume de Kôka. Elle a les cheveux mi-longs et rouges (ce qu'elle déteste), mais elle se les coupera par la suite d'un coup de sabre. Elle est amoureuse de son cousin Soo-Won depuis qu'elle est toute petite. Seule enfant de l'Empereur Il, elle est choyée par ce dernier. Au départ naïve elle va être amenée à gagner en maturité. Courageuse, juste et déterminée, elle part à la recherche des quatre Guerriers-Dragons après que le prêtre lui a transmis les paroles des cieux. Ceci en tout en étant accompagné de Hak, son garde du corps et ami d'enfance, pour qui elle va développer de nouveaux sentiments qu'elle n'aurait jamais pu soupçonner. Elle se bat avec un arc, et elle va par la suite apprendre l'escrime.
Son Hak (ソン・ハク, Son Haku)
Il est le garde du corps de Yona, pour qui il semble avoir des sentiments confus. Surnommé "la Foudre de Kôka", il est l'un des généraux du royaume. Il est d'origine roturière mais a été adopté très tôt par le Chef de la Tribu du Vent. Il a du mal à se faire au mode de vie de la Cour Impériale et a longtemps refusé le titre de Général. Ami d'enfance de la princesse, il aime la taquiner mais cela ne l'empêche d'avoir beaucoup d'affection pour elle. Il était aussi très ami avec Soo-Won, pour qui il avait un respect immense. La trahison de ce dernier le rend fou de rage à son égard. Il se promet notamment de venger l'Empereur et de toujours veiller sur la princesse, quoi qu'il arrive. Loyal, il aide Yona dans sa quête. Sa force de combat égale à peu près celle des dragons. Il se bat avec une lance dont la lame rappelle un éclair.
Soo-Won (スウォン, Sū Won)
Il est le cousin de Yona. Enfant, c'est un garçon tranquille et amical. Voyant la tristesse de Yona à la suite de la mort de sa mère, il choisit de veiller sur elle. C'est à ce moment-là qu'elle tombe amoureuse, et plus tard, lui aussi tombera amoureux d'elle, on s'en apercevra plus tard par de petits détails, comme quand il la décrit comme celle qui réchauffait son cœur. Fils du frère aîné de l'Empereur, il semble avoir beaucoup d'admiration pour son père. C'est aussi un ami de longue date de Hak. Adulte, il est plus discret et réservé. Malgré son affection pour Yona et Hak, il n'hésite pas à fomenter un coup d'État dans le but de réformer le royaume qui s'apprête à être envahi par les pays voisins. Calculateur et perspicace, il réussit à s'imposer comme un chef naturel pour les habitants du royaume qui lui vouent un grand respect.
Yeon (ユン, Yuon)
Un jeune orphelin d'une quinzaine d'années. Il sauve Yona et Hak d'une chute mortelle grâce à ses connaissances médicales. Bien qu'il soit l'élève du Prêtre Iksu, il semble qu'il veille surtout sur lui. C'est un garçon mature et sarcastique mais il se joindra à la cause de la princesse. Avant de rencontrer le Prêtre, il a connu la faim et la misère. Il se méfie de la noblesse qu'il voit comme des êtres fourbes et vicieux. Cependant, il change petit à petit de point de vue aux côtés de Yona avec qui il devient ami.
Ki-Jae (キジャ, Kija)
Originaire du village caché du Dragon Blanc, dont il est le descendant, Kija est l'un des quatre Guerriers-Dragons. Il a hérité du pouvoir du Dragon Blanc : sa main droite est celle d'un dragon. Il est aussi capable de ressentir la présence des autres Guerriers-Dragons qui en sont également capable, attendant depuis toujours la venue de son maître aux cheveux de feu (cheveux rouge du roi hiryuu). Il se joint au groupe de la princesse. Jeune homme naïf, il a toujours vécu dans un environnement protégé. Son voyage avec Yona lui apprendra énormément de choses sur le monde. Il se chamaille souvent avec Hak et prend soin de Shin-Ah, il a peur des insectes avec quoi Hak le taquine. Il a dans le dos, la cicatrice d'une griffure infligée par le précédent dragon blanc qui se trouve être son père. Il utilise sa main de dragon pour se battre.
Shin-Ah (シンア, Shina)
Originaire du village caché du Dragon Bleu, dont il est le descendant, Shin-Ah est l'un des quatre Guerriers-Dragons. Il a hérité du pouvoir du Dragon Bleu : ses yeux peuvent voir jusqu'à plusieurs kilomètres à la ronde, et lui permettent également une excellente vision nocturne. Il pourrait aussi tuer quiconque croise son regard, en paralysant leurs cœurs. Détesté par son village qui le voit comme une malédiction, il a grandi aux côtés du précédant Dragon Bleu, Ao. Enfant, il rêvait de se faire des amis et d'être aimé par les villageois. La mort d'Ao le laisse seul, désespéré, et il abandonne ses rêves. Par la suite, il recueille un petit écureuil qu'il baptise Ao, en l'honneur de son père adoptif. Sa rencontre avec Yona est le début d'une nouvelle vie pour lui. Pour se battre il utilise une épée.
Jae-Ha (ジェハ, Jeha)
Originaire du village du Dragon Vert, dont il est le descendant, Jae-Ha est l'un des quatre Guerriers-Dragons. Il a hérité du pouvoir du Dragon Vert : sa jambe droite lui permet de faire des sauts longs et hauts, presque comme s'il volait. De plus, cela rend également sa jambe dure et forte lorsqu'il frappe. Il est à l'origine un des membres de l'équipage du capitaine Gi-Gan. C'est un grand séducteur dans l'âme. À cause de ses blagues un peu salaces et perverses, il s'attire souvent des ennuis avec Hak. Il se bat souvent avec ses jambes ou avec de petits kûnais.
Zeno (ゼノ, Zeno)
Guerrier du Dragon Jaune, Zeno a le corps le plus résistant des quatre Guerriers-Dragons, mais son vrai pouvoir ne se réveille qu'au cœur de la bataille, quand il en a vraiment besoin. Le reste du temps, il ressemble à un jeune garçon de dix-sept ans joyeux et insouciant. Il a le plus souvent le sourire aux lèvres et noue facilement contact avec les autres. Avant de rencontrer Yona et son groupe, il voyageait en solitaire. Cependant, nous sommes amenés à découvrir son lourd et triste passé : Zeno est, grâce au sang du dragon coulant dans ses veines, immortel. Quand il se fait attaquer, son pouvoir s'enclenche et il peut frapper aussi fort que Ki-jae et Jae-ha. Il a l'habitude d'utiliser un bouclier pour défendre Yona.
Ao
Il est d'abord l'écureuil de compagnie de Shin-Ah avant de devenir la mascotte de l'ensemble de l'équipe. Une de ses activités favorites est de manger.

## Manga
Yona : Princesse de l'aube est un manga écrit et dessiné par Mizuho Kusanagi. Sa publication a débuté le 5 août 2009 dans le magazine Hana to yume no 17. Le premier volume relié est publié par Hakusensha le 19 janvier 2010. La version française est éditée par Pika Édition depuis mai 2014

### Liste des tomes
| no | Original          | Original          | Français          | Français          |
| no | Date de sortie    | ISBN              | Date de sortie    | ISBN              |
| --- | ----------------- | ----------------- | ----------------- | ----------------- |
| 1 | 19 janvier 2010   | 978-4-592-19081-3 | 28 mai 2014       | 978-2-8116-2063-9 |
| Liste des chapitres : - Chapitre 1 : Princesse Yona (皇女ヨナ, Ōjo Yona) - Chapitre 2 : Le lien déchiré (ちぎれた絆, Chigireta Kizuna) - Chapitre 3 : Le courage caché (うしろ手の強さ) - Chapitre 4 : Un ciel lointain (遠い空, Tōi Sora) - Chapitre 5 : Je me contente de respirer (ただ息をしてるだけ, Tada Iki o Shiteiru Dake) |                   |                   |                   |                   |
| 2 | 19 mai 2010       | 978-4-592-19082-0 | 20 août 2014      | 978-2-8116-2064-6 |
| Liste des chapitres : - Chapitre 6 : La tribu du vent (風の部族, Kaze no Buzoku) - Chapitre 7 : Une lance enfouie dans le cœur (心におさめた槍, Kokoro ni Osameta Yari) - Chapitre 8 : Ma décision (自分で決めた, Jibun de Kimeta) - Chapitre 9 : Cris (咆哮, Hōkō) - Chapitre 10 : Les cheveux rouges (紅い髪, Akai Kami) - Chapitre 11 : Le couronnement du nouveau Roi (新王即位, Shin Ō Sokui) |                   |                   |                   |                   |
| 3 | 17 septembre 2010 | 978-4-592-19083-7 | 1er octobre 2014  | 978-2-8116-2065-3 |
| Liste des chapitres : - Chapitre 12 : La vallée où résonne la voix des Dieux (神の声が呼ぶ谷, Kami no Koe ga Yobu Tani) - Chapitre 13 : Volonté divine (天命, Tenmei) - Chapitre 14 : La porte choisie (選んだ扉, Eranda Tobira) - Chapitre 15 : Tremblante résolution (ふるえる覚悟, Furueru Kakugo) - Chapitre 16 : Le berceau secret du dragon (龍の隠れ里, Ryū no Kakurezato) - Chapitre 17 : Tant attendue (待望, Taibō) |                   |                   |                   |                   |
| 4 | 19 janvier 2011   | 978-4-592-19084-4 | 3 décembre 2014   | 978-2-8116-2066-0 |
| Liste des chapitres : - Chapitre 18 : Les griffes du dragon (龍の爪, Ryū no Tsume) - Chapitre 19 : Par-ci, par-là (あちらへこちらへ, Achira e Kochira e) - Chapitre 20 : Le peuple de la grotte (あなぐらの民, Anagura no Tami) - Chapitre 21 : Le dragon masqué (目隠しの龍, Mekakushi no Ryū) - Chapitre 22 : S'appeler, se répondre (呼びあう, Yobiau) - Chapitre 23 : L'angoisse de l'écho (反響する恐怖, Hankyō Suru Kyōfu) |                   |                   |                   |                   |
| 5 | 19 mai 2011       | 978-4-592-19085-1 | 4 février 2015    | 978-2-8116-2533-7 |
| Liste des chapitres : - Chapitre 24 : Lumière (光, Hikari) - Chapitre 25 : Prénom (呼び名, Yobina) - Chapitre 26 : Vers de nouvelles terres (新たな地へ, Arata na Chi e) - Chapitre 27 : Le troisième dragon (三人目の龍, Sanninme no Ryū) - Chapitre 28 : Les pirates d'Awa (阿波の海賊, Awa no Kaizoku) - Chapitre 29 : Destinée (縁, Enishi) |                   |                   |                   |                   |
| 6 | 20 septembre 2011 | 978-4-592-19086-8 | 15 avril 2015     | 978-2-8116-2534-4 |
| Liste des chapitres : - Chapitre 30 : Négociations (交渉, Kōshō) - Chapitre 31 : L'épreuve de la milleplantes (千樹草の試し, Senjusō no Tameshi) - Chapitre 32 : Lien (繋がり, Tsunagari) - Chapitre 33 : Préparation au combat (戦支度, Ikusajitaku) - Chapitre 34 : La chaîne du courage (勇気の連鎖, Yūki no Rensa) - Chapitre 35 : Une cargaison parfumée (馨しい積荷, Kaguwashii Tsumini) |                   |                   |                   |                   |
| 7 | 18 novembre 2011  | 978-4-592-19087-5 | 17 juin 2015      | 978-2-8116-2786-7 |
| Liste des chapitres : - Chapitre 36 : Étincelles (花火, Hanabi) - Chapitre 37 : Le destin se joue la nuit (歴史は夜作られる, Rekishi wa Yoru Tsukurareru) - Chapitre 38 : Une nuit de fête (宴の夜に, Utage no Yoru ni) - Chapitre 39 : Sombres sont les nuages de l'aube (暁雲は暗く, Gyōun wa Kuraku) - Chapitre 40 : Le matin du serment (誓いの朝, Chikai no Asa) - Chapitre 41 : Une dragon n'en est pas moins un homme (龍であり人であり, Ryū deari Hito deari) |                   |                   |                   |                   |
| 8 | 19 mars 2012      | 978-4-592-19088-2 | 2 septembre 2015  | 978-2-8116-2534-4 |
| Liste des chapitres : - Chapitre 42 : Vous ici au grand complet (皆さん おそろいで, Minasan Osoroi de) - Chapitre 43 : Dorénavant (これから, Kore Kara) - Chapitre 44 : Chacun ses pensées (それぞれの思惑, Sorezore no Omowaku) - Chapitre 45 : Jouer à la guerre (戦ごっこ, Ikusa Gokko) - Chapitre 46 : Nivellement (地ならし, Jinarashi) - Chapitre 47 : Pluie salvatrice (甘雨, Kan'u) |                   |                   |                   |                   |
| 9 | 20 juillet 2012   | 978-4-592-19089-9 | 21 octobre 2015   | 978-2-8116-2673-0 |
| Au Japon, le tome 9 est également sorti en édition limitée (ISBN 978-4-592-10551-0).Liste des chapitres : - Chapitre 48 : Repérés pour le pire (悪目立ち, Warumedachi) - Chapitre 49 : Le dragon des ténèbres et sa joyeuse bande d'affamés (暗黒龍とゆかいな腹へり達, Ankoku Ryū to Yukai na Haraheritachi) - Chapitre 50 : Libération (解放, Kaihō) - Chapitre 51 : À la limite de l'extase (忘我の境, Bōga no Sakai) - Chapitre 52 : Une flèche sur une pierre (石を貫く矢, Ishi o tsuranuku ya) - Chapitre 53 : Quand sire Tae-Jun veut mourir (逝きたがりのテジュン様, Yukita gari no Tejun-sama) |                   |                   |                   |                   |
| 10 | 20 décembre 2012  | 978-4-592-19090-5 | 16 décembre 2015  | 978-2-8116-2674-7 |
| Liste des chapitres : - Chapitre 54 : Serait-ce une illusion ? (幻でしょうか, Maboroshi deshou ka) - Chapitre 55 : Comme dans un rêve (夢のようで, Yume no yōde) - Chapitre 56 : On n'éteint pas le feu avec le feu (火で火は消えぬ, Hi de hi wa kienu) - Chapitre 57 : On ne peut pas s'imaginer ce qu'on ignore (人は知らないことは考えられない, Hito wa shiranai koto wa kangae rarenai) - Chapitre 58 : Le courage et la mauviette (意気地と弱虫, Ikuji to Yowamushi) - Chapitre 59 : Vous êtes ma prière (あなたは私の祈りにいます, Anata wa watashi no inori ni imasu) |                   |                   |                   |                   |
| 11 | 19 avril 2013     | 978-4-592-19691-4 | 17 février 2016   | 978-2-8116-2896-3 |
| Liste des chapitres : - Chapitre 60 : Vent d'été (1) (若葉風 前編, Wakaba Kaze Zenpen) - Chapitre 61 : Vent d'été (2) (若葉風 後編, Wakaba Kaze Kōhen) - Chapitre 62 : Avant que cette lame n'atteigne sa cible (その刃が届く前に, Sono ha ga todoku mae ni) - Chapitre 63 : Expédition vacillante (ゆれる, Yureru dōchū) - Chapitre 64 : Empire de Kai, province de Sen, village de Senri (戒帝国 千州千里材, Kai teikoku Sen-shū Senri mura) - Chapitre 65 : Que la fête de l'apaisement du feu commence (火鎮の祭始まる, Hoshizume no matsuri hajimaru) |                   |                   |                   |                   |
| 12 | 20 août 2013      | 978-4-592-19692-1 | 20 avril 2016     | 978-2-8116-2898-7 |
| Liste des chapitres : - Chapitre 66 : Il n'y a pas de fumée sans feu (Hi no nai tokoro ni kemuri wa tatanu) - Chapitre 67 : La main de feu (火の手, Hinote) - Chapitre 68 : Les défenseurs du feu (龍の爪, Ryū no Tsume) - Chapitre 69 : Les présages d'un grand feu (大火の兆し, Taika no Kizashi) - Chapitre 70 : Une obsession écarlate (真赤な妄執, Makka na Mōshū) Une obsession écarlate - Chapitre Bonus : Ce qu'il y a dans son dos (その背には, Sono se ni wa) - Chapitre Spécial : Ki-Jae (キジャ, Kija) |                   |                   |                   |                   |
| 13 | 20 décembre 2013  | 978-4-592-19693-8 | 24 août 2016      | 978-2-8116-3289-2 |
| Liste des chapitres : - Chapitre 71 : Le commandement du ciel (天の采配, Ama no Saihai) - Chapitre 72 : Le guide (導く者, Michibiku Mono) - Chapitre 73 : J'ai rêvé du roi dans un lieu sauvage (荒野で王の夢を見た, ōya de Ō no Yume o Mita) - Chapitre 74 : Les fleurs qui éclosent dans tes traces de pas (きみの靴跡に咲く花, Kimi no Kutsuato ni Saku Hana) - Chapitre 75 : Les trois conditions (三つの条件, Mittsu no Jōken) - Chapitre 76 : Le marché des vagabonds (流れ者の市場, Nagaremono no Ichiba) - Chapitre Spécial : La foudre (雷獣, Raijū) |                   |                   |                   |                   |
| 14 | 18 avril 2014     | 978-4-592-19694-5 | 19 octobre 2016   | 978-2-8116-3290-8 |
| Liste des chapitres : - Chapitre 77 : Une ville sous la bruine (霧雨に沈む町, Kirisame ni Shizumu Machi) - Chapitre 78 : Ce nadai qui ronge Shisen (四泉を蝕むナダイ, Shisen o Mushibamu Nadai) - Chapitre 79 : Je ne fais que regarder (ただ見ているだけ, Tada Miteiru Dake) - Chapitre 80 : Dans le tourbillon (渦中, Kachū) - Chapitre 81 : Un tourbillon sans fond (底の見えない渦, Soko no Mienai Uzu) - Chapitre 82 : Au nom de cette épée, je ne vacillerai pas (その剣に不屈を誓う, Sono Tsurugi ni Fukutsu o Chikau) |                   |                   |                   |                   |
| 15 | 19 septembre 2014 | 978-4-592-19695-2 | 14 décembre 2016  | 978-2-8116-3423-0 |
| Au Japon, le tome 15 est également sorti en édition limitée (ISBN 978-4-592-10556-5).Liste des chapitres : - Chapitre 83 : J'entends le bruit de larmes invisibles (見えない涙の音がする, Mienai namida no oto ga suru) - Chapitre 84 : Disons-nous au revoir ici (ここでお別れ, Koko de o Wakare) - Chapitre 85 : Direction Sensui (仙水へ, Sensui e) - Chapitre 86 : Les rencontres font les gens (出会いは人を創る, Deai wa Hito o Tsukuru) - Chapitre 87 : La chasse (追撃, Tsuigeki) - Chapitre 88 : Le même regard couleur océan (その瞳は同じ海の色, Sono Hitomi wa Onaji Umi no Iro) |                   |                   |                   |                   |
| 16 | 19 décembre 2014  | 978-4-592-19696-9 | 15 février 2017   | 978-2-8116-3424-7 |
| Liste des chapitres : - Chapitre 89 : Un allié au visage invisible (味方の見えない顔, Mikata no mienai kao) - Chapitre 90 : L'objet de sa colère (怒りの矛先は, Ikari no Hokosaki wa) - Chapitre 91 : C'était un ami très cher (彼はとても大切な友人だった, Kare wa Totemo Taisetsu na Yūjin datta) - Chapitre 92 : Chercher son sourire là-haut dans le ciel (空にあの笑顔をさがす, Sora ni Ano Egao o Sagasu) - Chapitre 93 : Et surtout, prenez soin de vous (どうか気をつけて, Dōka Ki o Tsukete) - Chapitre 94 : L'histoire est en marche (時代は止まらない, Jidai wa Tomaranai) |                   |                   |                   |                   |
| 17 | 20 mars 2015      | 978-4-592-19697-6 | 19 avril 2017     | 978-2-8116-3425-4 |
| Liste des chapitres : - Chapitre 95 : Le garçon venu d'ailleurs (他国の少年, Takoku no Shōnen) - Chapitre 96 : Nuages noirs (黒雲, Kurokumo) - Chapitre 97 : Voyager en quête de réponses (答えを探して旅をする, Kotae o Sagashite Tabi o Suru) - Chapitre 98 : Fuyez ! (逃げろ, Nigero) - Chapitre 99 : Le combat n'en finit pas (闘いが終わらない, Tatakai ga Owaranai) - Chapitre Bonus : Vole (飛べ, Tobe) |                   |                   |                   |                   |
| 18 | 19 juin 2015      | 978-4-592-19698-3 | 14 juin 2017      | 978-2-8116-3426-1 |
| Liste des chapitres : - Chapitre 100 : Un corps hermétique aux blessures (傷つかない体, Kizutsukanai Karada) - Chapitre 101 : Le dragon originel (はじまりの龍, Hajimari no Ryū) - Chapitre 102 : Les enfants des Dieux (神さまの子供たち, Kamisama no kodomo-tachi) - Chapitre 103 : Toi mon roi qui sommeilles (我が君眠りて, Wagakimi Nemurite) - Chapitre 104 : Un petit bateau qui n'accoste nulle part (どこにも着かない小舟, Doko ni mo Tsukanai Kobune) - Chapitre 105 : Une étoile rouge se lève (あかい星が昇る, Akai Hoshi ga Noboru) - Chapitre Spécial : Oups (不行きな点はお詫び致します, Fuyuki na Ten wa Owabi Itashimasu) |                   |                   |                   |                   |
| 19 | 18 septembre 2015 | 978-4-592-19699-0 | 23 août 2017      | 978-2-8116-3564-0 |
| Au Japon, le tome 19 est également sorti en édition limitée (ISBN 978-4-592-10512-1).Liste des chapitres : - Chapitre 106 : Quand la forêt bleuit, premier segment (青くなる森 前編, Aokunaru Mori Zenpen) - Chapitre 107 : Quand la forêt bleuit, second segment (Quand la forêt bleuit, second segment, Aokunaru Mori Chūhen) - Chapitre 108 : Quand la forêt bleuit, dernier segment (青くなる森 後編, Aokunaru Mori Kōhen) - Chapitre 109 : Après moult pérégrinations (めぐりめぐって, Meguri Megutte) - Chapitre 110 : Un petit cadeau (小さな贈り物, Chiisana Okurimono) - Chapitre 111 : La ville des disparitions (人が消える町, Hito ga Kieru Machi) - Chapitre Spécial : Aujourd'hui, dormez tranquille (今日はおやすみ, Kyō wa Oyasumi) |                   |                   |                   |                   |
| 20 | 18 mars 2016      | 978-4-592-21510-3 | 18 octobre 2017   | 978-2-8116-3565-7 |
| Au Japon, le tome 20 est également sorti en édition limitée (ISBN 978-4-592-21802-9).Liste des chapitres : - Chapitre 112 : Un fort de fortune (時的な砦, Ichiji-tekina toride) - Chapitre 113 : Battez-vous ! (闘え, Tatakae) - Chapitre 114 : Pourrais-je te le dire un jour ? (いつか言えるだろうか, Itsuka Ieru Darō ka) - Chapitre 115 : Conseil de guerre (作戦会議, Sakusen Kaigi) - Chapitre 116 : Ennemis, alliés (敵は味方は, Teki wa Mikata wa) - Chapitre 117 : Promis juré (この胸に誓った, Kono Mune ni Chikatta) |                   |                   |                   |                   |
| 21 | 19 août 2016      | 978-4-592-21511-0 | 13 décembre 2017  | 978-2-8116-3805-4 |
| Au Japon, le tome 21 est également sorti en édition limitée (ISBN 978-4-592-10515-2).Liste des chapitres : - Chapitre 118 : Jusqu'à toi (君のもとへ, Kimi no Moto e) - Chapitre 119 : Le fort de Kushibi (クシビの砦, Kushibi no Toride) - Chapitre 120 : Parviens-lui (とどけ, Todoke) - Chapitre 121 : Depuis ce jour (あの日から, Ano hi Kara) - Chapitre 122 : Auprès de toi (あなたのそばに, Anata no Soba ni) - Chapitre 123 : Des sentiments inavouables (言えない気持ち, Ienai Kimochi) - Chapitre Spécial : Du lever au coucher (おけようから おやすみまで, Okeyou kara Oyasumi Made) |                   |                   |                   |                   |
| 22 | 20 décembre 2016  | 978-4-592-21512-7 | 21 février 2018   | 978-2-8116-4108-5 |
| Au Japon, le tome 22 est également sorti en édition limitée (ISBN 978-4-592-10516-9).Liste des chapitres : - Chapitre 124 : Merci d'être venu (来てくれてありがとう, Kitekurete Arigatō) - Chapitre 125 : Ce dont j'ai rêvé (夢みたものは, Yume Mitamono wa) - Chapitre 126 : Les poursuivants (追う者たち, Ou-mono-tachi) - Chapitre 127 : La princesse du pays de Shin (真国の姫君, Shinkoku no Himegimi) - Chapitre 128 : Affrontement (対立, Tairitsu) - Chapitre 129 : Attaque surprise (奇襲, Kishū) |                   |                   |                   |                   |
| 23 | 20 avril 2017     | 978-4-592-21513-4 | 18 avril 2018     | 978-2-8116-4109-2 |
| Au Japon, le tome 23 est également sorti en édition limitée (ISBN 978-4-592-10572-5).Liste des chapitres : - Chapitre 130 : Les monstres du pays voisin (隣国の化物, Ringoku no Bakemono) - Chapitre 131 : Le roi du grabuge (修羅の王, Shura no Ō) - Chapitre 132 : Les "Cinq Étoiles" (五星, Gosei) - Chapitre 133 : Preuves (証明, Shōmei) - Chapitre 134 : Faire le chemin inverse (来た道を, Kita Michi o) - Chapitre Spécial 1 : L'an passé, l'an prochain (今年が過ぎ、もう1年がやってきた, Kotoshi ga sugi, mō 1-nen ga yattekita) - Chapitre Spécial 2 : Bon rétablissement (お大事に, Odaijini) |                   |                   |                   |                   |
| 24 | 18 août 2017      | 978-4-592-21514-1 | 20 juin 2018      | 978-2-8116-4343-0 |
| Liste des chapitres : - Chapitre 135 : Retrouver d'anciens visages (フレンドリーな顔, Furendorīna kao) - Chapitre 136 : Le messager (メッセージ, Messēji) - Chapitre 137 : À tous nos soutiens (助けてくれる人へ, Tasukete kureru hito e) - Chapitre 138 : Troubles (攪乱, Kakuran) - Chapitre 139 : Dans le bourbier (泥濘の中を, Nukarumi no Naka o) - Chapitre 140 : Rencontre (遭遇, Sōgū) |                   |                   |                   |                   |
| 25 | 20 décembre 2017  | 978-4-592-21515-8 | 22 août 2018      | 978-2-8116-4468-0 |
| Liste des chapitres : - Chapitre 141 : Autorité naturelle (威, I) - Chapitre 142 : Convergence (ラリーウェーブ, Rarīu~ēbu) - Chapitre 143 : Mon corps est indestructible (この身は不撓, Kono Mi wa Futō) - Chapitre 144 : Colère (怒り, Ikari) - Chapitre 145 : Ce qui est juste (何が正しい, Nani ga tadashī) - Chapitre 146 : Le bouclier de la justice (シールドとしての便利な正義感, Shīrudo to shite no benrina seigi-kan) - Chapitre Spécial : Bon rétablissement 2 (お大事に その2, Odaijini Sono 2) |                   |                   |                   |                   |
| 26 | 20 avril 2018     | 978-4-592-21516-5 | 21 novembre 2018  | 978-2-8116-4638-7 |
| Liste des chapitres : - Chapitre 147 : Crainte (畏怖, Ifu) - Chapitre 148 : Ô lumière, ne disparais pas (ああ光、フェードしないでください, Ā hikari, fēdo shinaide kudasai) - Chapitre 149 : Ma déesse (神様, Kami-sama) - Chapitre 150 : La fin du conflit (決着, Kecchaku) - Chapitre 151 : Une partie de toi que je ne connais pas (知らないあなた, Shiranai Anata) - Chapitre 152 : Il n'y a plus d'une chose qui compte à mes yeux (大事なものはひとつじゃないけど, Daijina Mono wa Hitotsu Janaikedo) |                   |                   |                   |                   |
| 27 | 20 août 2018      | 978-4-592-21517-2 | 6 mars 2019       | 978-2-8116-4572-4 |
| Liste des chapitres : - Chapitre 153 : Par une rare journée d'éclaircie (たまの晴れの日, Tama no Hare no Hi) - Chapitre 154 : Inquiétude (心配事, Shinpaigoto) - Chapitre 155 : Quand un mensonge devient une vérité (嘘から出た真, Uso kara Deta Makoto) - Chapitre 156 : Ce que je ne voudrais perdre sous aucun prétexte (失ってなるものか, Ushinatte Naru Mono ka) - Chapitre 157 : Une admiration tenace (捨てきれぬ憧れ, 捨てきれぬ憧れ, Sute Kirenu Akogare) - Chapitre Spécial 1 : Tournoi d'arts martiaux inter tribus : en exclusivité (部族対抗武術大会ー今回限りー, Buzoku Taikō Bujutsu Taikai ーKonkai Kagiriー) - Chapitre Spécial 2 : Bon rétablissement 3 (お大事に その３, Odaijini Sono 3)                                       |                   |                   |                   |                   |
| 28 | 20 novembre 2018  | 978-4-592-21518-9 | 3 juillet 2019    | 978-2-8116-4925-8 |
| Liste des chapitres : - Chapitre 158 : Rumeur (流説, Rusetsu) - Chapitre 159 : L'imprudence de Tae-Jun (テジュンの不用意, Tejun no fuyōi) - Chapitre 160 : Kye-Sook, condescendant (上からケイシュク, Ue kara keishuku) - Chapitre 161 : Ça ne plaît pas à dame Iguni non plus (イグニ夫人は不満, Iguni fujin wa fuman) - Chapitre 162 : Stratégie (駆け引き, Kakehiki) - Chapitre 163 : Prêtez-nous main-forte (手を貸して, Te o kashite) |                   |                   |                   |                   |
| 29 | 19 avril 2019     | 978-4-592-21519-6 | 13 novembre 2019  | 978-2-8116-5224-1 |
| Liste des chapitres : - Chapitre 164 : Leur objectif (狙いは, Nerai wa) - Chapitre 165 : Troupes ennemies (敵陣, Tekijin) - Chapitre 166 : Force de frappe (戦力, Senryoku) - Chapitre 167 : Trop pour un seul homme (背負いきれない程の, Shoi kirenai hodo no) - Chapitre 168 : Le meilleur appeau (最強の囮, Saikyō no otori) - Chapitre 169 : Deux pointures (才器ふたり, Sai-ki futari) |                   |                   |                   |                   |
| 30 | 20 août 2019      | 978-4-592-21520-2 | 18 mars 2020      | 978-2-8116-5438-2 |
| Au Japon, le tome 30 est également sorti en édition limitée (ISBN 978-4-592-10613-5).Liste des chapitres : - Chapitre 170 : En toute première ligne (最前線, Saizensen) - Chapitre 171 : Si seulement je pouvais la voir (逢いたい, Aitai) - Chapitre 172 : Résurrection (起死回生, Kishikaisei) - Chapitre 173 : Rendez-la-nous (返してもらおう, Kaeshite moraou) - Chapitre 174 : Tout près de toi (すぐそこに, Sugu soko ni) - Chapitre 175 : Plusieurs fois, elle l'appela en rêve (夢で何度も呼んでいた, Yume de nando mo yonde ita) |                   |                   |                   |                   |
| 31 | 20 décembre 2019  | 978-4-592-22311-5 | 7 octobre 2020    | 978-2-8116-5734-5 |
| Liste des chapitres : - Chapitre 176 : Tu m'as entendue? (聞こえた？, Kikoeta?) - Chapitre 177 : Oui, je vous ai entendue, mais... (聞こえましたけど, Kikoemashitakedo) - Chapitre 178 : Une place remise en cause par une proposition (提案の形で問われた立場, Teian no katachi de towa reta tachiba) - Chapitre 179 : De désolants cris de joie (虚しい歓声, Munashī kansei) - Chapitre 180 : Présentation officielle (御披露目, O hirō-me) - Chapitre 181 : Le combat inaugural (開幕戦, Kaimaku-sen) |                   |                   |                   |                   |
| 32 | 20 avril 2020     | 978-4-592-22312-2 | 3 février 2021    | 978-2-8116-6008-6 |
| Liste des chapitres : - Chapitre 182 : Violent remède (劇薬, Gekiyaku) - Chapitre 183 : Dernier acte (終幕, Shūmaku) - Chapitre 184 : Un autre paysage (違う景色, Chigau keshiki) - Chapitre 185 : Nostalgie (冀求, 冀求) - Chapitre 186 : Je dois m'y confronter (向き合わなくては, Mukiawanakute wa) - Chapitre 187 : Affaire secrète (秘密の, Himitsu no) |                   |                   |                   |                   |
| 33 | 20 août 2020      | 978-4-592-22313-9 | 9 juin 2021       | 978-2-8116-6367-4 |
| Liste des chapitres : - Chapitre 188 : Suivre du regard (追う瞳, Ou hitomi) - Chapitre 189 : Le roi Hiryû (緋龍王, Hi Ryūō) - Chapitre 190 : Les descendants de l'ancêtre originel (始祖の血族, Shiso no ketsuzoku) - Chapitre 191 : Les souvenirs de Yon-Hi (ヨンヒの追憶, Yonhi no tsuioku) - Chapitre 191.5 : 家に帰る前にお茶を飲みましょう (Ienikaeru Mae ni Ocha o Nomimashou) - Chapitre 192 : Le château où résonne la voix des Dieux (神の声が響く城, Kami no koe ga hibiku shiro) - Chapitre spécial : Un jour, quelque part au bord de la mer (いつかどこかの海で, Itsuka Doko ka no Umi de) |                   |                   |                   |                   |
| 34 | 18 décembre 2020  | 978-4-592-22314-6 | 8 décembre 2021   | 978-2-8116-6638-5 |
| Au Japon, le tome 34 est également sorti en édition limitée (ISBN 978-4-592-22779-3).Liste des chapitres : - Chapitre 193 : La contrepartie du traitement de faveur (お気に入りになることの代償, Okiniiri ni naru koto no daishō) - Chapitre 194 : L'attachement au sang rouge (赤い血への執着, Akai chi e no shūchaku) - Chapitre 195 : Dernière volonté (最後の願い, Saigo no negai) - Chapitre 196 : La douleur de perdre face à ceux qui nous ont volés (苦しんだ痛み、苦しんだ人たち, Kurushinda itami, kurushinda hito-tachi) - Chapitre 197 : Lettres tremblantes (不安定な手書き, Fuanteina tegaki) - Chapitre 198 : Membre de la famille royale (王家の人間, Ōke no ningen)                                                                |                   |                   |                   |                   |
| 35 | 20 avril 2021     | 978-4-592-22315-3 | 16 mars 2022      | 978-2-8116-6816-7 |
| Au Japon, le tome 35 est également sorti en édition limitée (ISBN 978-4-592-22784-7).Liste des chapitres : - Chapitre 199 : Hauts dignitaires du Kai du Sud (南戒の要人, Minami Kai no yōjin) - Chapitre 200 : Pas de temps à perdre (待った無し, Matta nashi) - Chapitre 201 : Ombres (翳り, Kageri) - Chapitre 202 : Une invitée venimeuse (毒のある客, Doku no aru kyaku) - Chapitre 203 : L'illusion d'avoir été volée (奪われたという錯覚, Ubawareta to iu sakkaku) - Chapitre 204 : Un amour sans retour (一方的な親愛, Ippō-tekina shinai) - Chapitre 204.5 : あかつきのよなさん (Akatsuki no yona-san) |                   |                   |                   |                   |
| 36 | 19 août 2021      | 978-4-592-22316-0 | 13 juillet 2022   | 978-2-8116-6965-2 |
| Liste des chapitres : - Chapitre 205 : Pleurs du soir (夜の哭き声, Yoru no naki-goe) - Chapitre 206 : Se séparer des choses superflues (捨てられるものをひとつずつ, Sute rareru mono o hitotsu zutsu) - Chapitre 207 : De l'autre côté (綻び, Hokorobi) - Chapitre 208 : La crainte d'un sommeil sans retour (目覚めぬ眠りを恐れて, Mezamenu nemuri o osorete) - Chapitre 209 : Mission secrète (密命, Mitsumei) - Chapitre 210 : Blessure mortelle (致命傷, Chimeishō) - Chapitre Spécial : Festin printanier (春の宴, Haru no kemono) |                   |                   |                   |                   |
| 37 | 20 décembre 2021  | 978-4-592-22317-7 | 2 novembre 2022   | 978-2-8116-7351-2 |
| Liste des chapitres : - Chapitre 211 : Telle est ma nature (これが性分, Kore ga shōbun) - Chapitre 212 : Yeon à Awa (ユン阿波へ, Yun Awa e) - Chapitre 213 : Un cavalier éblouissant (眩い一騎, Mabayui kazuki) - Chapitre 214 : Miser sa vie (命を懸ける価値, Inochiwokakeru kachi) - Chapitre 215 : Destruction de la province de Kin (金州崩し, Kin-shū kuzushi) - Chapitre 216 : Déborder (溢れる, Afureru) |                   |                   |                   |                   |
| 38 | 20 mai 2022       | 978-4-592-22318-4 | 19 avril 2023     | 978-2-8116-7785-5 |
| Liste des chapitres : - Chapitre 217 : Un couvercle bien fermé (固く閉じた蓋, Kataku tojita futa) - Chapitre 218 : Début des combats au son du cor de guerre (開戦の角笛, Kaisen no tsunobue) - Chapitre 219 : Armes humaines (人間兵器, Ningen heiki) - Chapitre 220 : Démolis-la (打っ壊せ, Ukkowase) - Chapitre 221 : Simplement là où mon cœur me porte (ただ心が向かう場所, Tada kokoro ga mukau basho) - Chapitre 222 : Le jour où nous étions côte à côte (肩を並べた日, Kata o narabeta hi) |                   |                   |                   |                   |
| 39 | 20 septembre 2022 | 978-4-592-22319-1 | 23 août 2023      | 978-2-8116-8038-1 |
| Liste des chapitres : - Chapitre 223 : Prêt à tout mettre en jeu (全てを懸けてもいいと思えた, Subete o kakete mo ī to omoeta) - Chapitre 224 : Au-delà des limites (限界を超えて, Genkai o koete) - Chapitre 225 : Soufflet (息を吐く, Ikiwohaku) - Chapitre 226 : La douceur de l'aube (やさしい夜明け, Yasashī yoake) - Chapitre 227 : Agitation à l'ombre de la nuit (夜陰に蠢く, Yain ni ugome ku) - Chapitre 228 : Rébellion (離叛, Rihan) - Il était une fois, dans un pays lointain (昔々あるところに, Mukashimukashi aru tokoro ni) |                   |                   |                   |                   |
| 40 | 20 janvier 2023   | 978-4-592-22320-7 | 6 décembre 2023   | 978-2-8116-8485-3 |
| En France, ce tome est également sorti en édition limitée. Elle était composée d'une jaquette exclusive réversible et d'un mini-artbook de 168 pages. (ISBN 978-4-592-10551-0).Liste des chapitres : - Chapitre 229 : Á moi (我が物, Waga mono) - Chapitre 230 : Quand le poisson se répand (毒がまわる, Doku ga mawaru) - Chapitre 231 : Un rêve enflammé (燃える夢, Moeru yume) - Chapitre 232 : Quand le rêve s'avère prémonitoire (正夢に近づく, Masayume ni chikadzuku) - Chapitre 233 : Lancer les hostilités (打って出る, Uttederu) - Chapitre 234 : Qui ne tente rien n'a rien (虎穴虎子, Koketsukoshi) |                   |                   |                   |                   |
| 41 | 19 mai 2023       | 978-4-592-22461-7 | 6 mars 2024       | 978-2-8116-8710-6 |
| Liste des chapitres : - Chapitre 235 : Ces compagnons avec qui l'on a partagé joies et peines (苦楽を共にした仲間, Kuraku o tomoni shita nakama) - Chapitre 236 : Relique (遺物, Ibutsu) - Chapitre 237 : Là où l'on m'appelle (呼ばれる方へ, Yoba reru kata e) - Chapitre 238 : Le maître des lieux (場の支配者, Ba no shihaisha) - Chapitre 239 : La volonté de combattre, l'intérêt du combat (戦う意志 闘う意味, Tatakau ishi tatakau imi) - Chapitre 240 : Non (否, Ina) |                   |                   |                   |                   |
| 42 | 20 octobre 2023   | 978-4-592-22469-3 | 18 septembre 2024 | 978-2-8116-9238-4 |
| Liste des chapitres : - Chapitre 241 : Si j'étais né ailleurs (生まれた場所が違ったら, Umareta basho ga chigattara) - Chapitre 242 : Les dragons disparus (消えた龍, Kieta ryū) - Chapitre 243 : Le soir des adieux (別れを告げる夜, Wakare o tsugeru yoru) - Chapitre 244 : Un départ silencieux (静かな出発, Shizukana shuppatsu) - Chapitre 245 : En route (始まった, Hajimatta) - Chapitre 246 : Je ne peux pas aller plus loin (この先はもう行けない, Konosaki wa mō ikenai) |                   |                   |                   |                   |
| 43 | 20 février 2024   | 978-4-592-22474-7 | 4 décembre 2024   | 978-2-8116-9459-3 |
| Liste des chapitres : - Chapitre 247 : Une lumière pâle (おぼろげな光, Oboro-gena hikari) - Chapitre 248 : A la poursuite de l'ombre bleue (青い影を追って, Aoi kage o otte) - Chapitre 249 : Le retenir (繋ぎ止めて, Tsunagi tomete) - Chapitre 250 : Là où cesse le chagrin (悲しみが終わる場所へ, Kanashimi ga owaru basho e) - Chapitre 251 : Division (分断, Bundan) - Chapitre 252 : Même si je ne peux plus revenir en arrière (たとえ元には戻れなくとも, Tatoe gen ni wa modorenakutomo) |                   |                   |                   |                   |
| 44 | 20 juin 2024      | 978-4-592-22488-4 | 20 août 2025      | 979-10-433-0013-4 |
| Liste des chapitres : - Chapitre 253 : 名前を呼ばない仲間 (Namae o yobanai nakama) - Chapitre 254 : もう会えないとしたら (Mō aenai to shitara) - Chapitre 255 : 最後に話したことはなんだっけ (Saigo ni hanashita koto wa nanda kke) - Chapitre 256 : 生きたいと願う者 死にたいと祈る者 (Ikitai to negau mono shinitai to inoru mono) - Chapitre 257 : 胸に灯る (Mune ni tomoru) |                   |                   |                   |                   |
| 45 | 20 décembre 2024  | 978-4-592-22512-6 |                   |                   |
| Liste des chapitres : - Chapitre 258 : 私たちは失いすぎた (Watashitachiha ushinai sugita) - Chapitre 259 : 鈍い剣 (Nibui ken) - Chapitre 260 : 言うつもりなかった言葉 (Iu tsumori nakatta kotoba) - Chapitre 261 : 闇、落つる (Yami, o tsuru) - Chapitre 262 : ボロボロの登城 (Boroboro no tojō) |                   |                   |                   |                   |
| 46 | 20 juin 2025      | 978-4-592-22535-5 |                   |                   |
| Liste des chapitres : - Chapitre 263 : 痛みのない世界 (Itami no nai sekai) - Chapitre 264 : 手のひらの上で (Tenohira no ue de) - Chapitre 265 : 四龍を哀れだと思ってた (Shi ryū o awareda to omotteta) - Chapitre 266 : 遠い日の景色を追いかけて (Tōi hi no keshiki o oikakete) - Chapitre 267 : はるかな昔から私の未来へ (Harukana mukashikara watashi no mirai e) - Chapitre 268 : 心を縛る秤 (Kokoro o shibaru hakari) |                   |                   |                   |                   |

## Anime
L'adaptation en série télévisée d'animation est annoncée en juillet 2014. Elle est produite au sein du studio Pierrot avec une réalisation de Kazuhiro Yoneda, un scénario de Shinichi Inotsume et des compositions de Kunihiko Ryo. La diffusion débute le 7 octobre 2014 sur Tokyo MX et la série compte un total de vingt-quatre épisodes. Hors du Japon, la série est diffusée en simulcast par Crunchyroll,. Un OAV est sorti en 2015 concernant l'histoire de l'enfance de Kija. Deux autres OAV, traitant de l'histoire de Zeno, sont sortis les 19 août et 20 décembre 2016, respectivement.

### Liste des épisodes
| No | Titre français                        | Titre japonais   | Titre japonais              | Date de 1re diffusion |
| No | Titre français                        | Kanji            | Rōmaji                      | Date de 1re diffusion |
| -- | ------------------------------------- | ---------------- | --------------------------- | --------------------- |
| 1  | Princesse Yona                        | 王女ヨナ         | Ōjo Yona                    | 7 octobre 2014        |
| 2  | Un lien brisé                         | ちぎれた絆       | Chigireta kizuna            | 14 octobre 2014       |
| 3  | Un ciel lointain                      | 遠い空           | Tooi Sora                   | 21 octobre 2014       |
| 4  | La Tribu du Vent                      | 風の部族         | Kaze no Buzoku              | 28 octobre 2014       |
| 5  | Cris                                  | 咆哮             | Hōkō                        | 4 novembre 2014       |
| 6  | Les cheveux rouges                    | 紅い髪           | Akai Kami                   | 11 novembre 2014      |
| 7  | Volonté divine                        | 天命             | Tenmē                       | 18 novembre 2014      |
| 8  | La porte choisie                      | 選んだ扉         | Eranda Tobira               | 25 novembre 2014      |
| 9  | Tremblante résolution                 | ふるえる覚悟     | Furueru Kakugo              | 2 décembre 2014       |
| 10 | Tant attendue                         | 待望             | Taibō                       | 9 décembre 2014       |
| 11 | Les griffes du dragon                 | 龍の爪           | Ryū no Tsume                | 16 décembre 2014      |
| 12 | Le dragon aux yeux masqués            | 目隠しの龍       | Mekakushi no Ryū            | 23 décembre 2014      |
| 13 | Une terreur assourdissante            | 反響する恐怖     | Hankyō suru kyōfu           | 6 janvier 2015        |
| 14 | Une lumière                           | 光               | Hikaru                      | 13 janvier 2015       |
| 15 | Un nouvel endroit                     | 新たな地へ       | Aratana ji e                | 20 janvier 2015       |
| 16 | Jeux de guerre                        | 戦ごっこ         | Ikusa gokko                 | 27 janvier 2015       |
| 17 | Le pirate d'Awa                       | 阿波の海賊       | Awa no kaizoku              | 3 février 2015        |
| 18 | Liens                                 | 縁               | Enishi                      | 10 février 2015       |
| 19 | L'épreuve de l'herbe aux mille vertus | 千樹草の試       | Senjusō no tameshi          | 17 février 2015       |
| 20 | Démonstrations de courage             | 勇気の連鎖       | Yūki no rensa               | 24 février 2015       |
| 21 | Étincelles                            | 火花             | Hibana                      | 3 mars 2015           |
| 22 | L'Histoire s'écrit la nuit            | 歴史は夜作られる | Rekishi wa yoru tsukurareru | 10 mars 2015          |
| 23 | Serment matinal                       | 誓いの朝         | Chikai no asa               | 17 mars 2015          |
| 24 | Dès maintenant                        | これから         | Korekara                    | 24 mars 2015          |

### Musique
| Générique | Épisodes | Début                       | Début        | Fin           | Fin           |
| Générique | Épisodes | Titre                       | Artiste      | Titre         | Artiste       |
| --------- | -------- | --------------------------- | ------------ | ------------- | ------------- |
| 1         | 1 – 14   | Akatsuki no Yona (暁のヨナ) | Kunihiko Ryo | Yoru (夜)     | vistlip       |
| 2         | 15 – 24  | Akatsuki no hana (暁の華)   | Cyntia       | Akatsuki (暁) | Akiko Shikata |

### Doublage
| Personnages | Personnages | Voix japonaises  |
| ----------- | ----------- | ---------------- |
| Yona        | Yona        | Chiwa Saito      |
| Son Hak     | Son Hak     | Tomoaki Maeno    |
| Soo-Won     | Soo-Won     | Yūsuke Kobayashi |
| Yeon        | Yeon        | Junko Minagawa   |
| Ki-Ja       | Ki-Ja       | Masakazu Morita  |
| Shin-Ah     | Shin-Ah     | Nobuhiko Okamoto |
| Jae-Ha      | Jae-Ha      | Junichi Suwabe   |
| Zeno        | Zeno        | Hiro Shimono     |